# Лесные певуны
Лесны́е певуны́ или ми́ртовые певуны́ (лат. Dendroica) — ранее выделявшийся род певчих птиц семейства древесницевых. По разным источникам, род охватывал от 27 до 29 видов, большинство из которых — перелётные птицы. Их места гнездования находятся преимущественно в Северной Америке. На зимовку же они мигрируют в Центральную и Южную Америку. Как редкие гости несколько видов ошибочно залетали в Западную Европу. Благодаря своему красочному брачному наряду самцы бросаются в глаза чаще, чем самки.
Генетические исследования показали, что два рода Dendroica и Setophaga должны быть объединены. Это изменение было принято как Североамериканским, так и Южноамериканским классификационными комитетами Американского орнитологического общества, а также IOC и IUCN. Поскольку название Setophaga (опубликованное в 1827 году) имеет приоритет над Dendroica (опубликованное в 1842 году), то все виды из рода Dendroica переносятся  в род Setophaga.

## Виды
- Кубинский лесной певун (Dendroica pityophila)
- Пестрогрудый лесной певун (Dendroica striata)
- Пуэрто-риканский лесной певун (Dendroica angelae)
- Антильский лесной певун (Dendroica adelaidae)
- Аризонский лесной певун (Dendroica graciae)
- Синеспинный лесной певун (Dendroica caerulescens)
- Каштановый лесной певун (Dendroica castanea)
- Испещрённый лесной певун Dendroica vitellina)
- Еловый лесной певун (Dendroica fusca)
- Желтошапочный лесной певун (Dendroica pensylvanica)
- Желтогорлый лесной певун (Dendroica dominica)
- Золотистый лесной певун (Dendroica petechia)
- Золотощёкий лесной певун (Dendroica chrysoparia)
- Серый лесной певун (Dendroica plumbea)
- Зелёный лесной певун (Dendroica virens)
- Сосновый лесной певун (Dendroica pinus)
- Миртовый лесной певун (Dendroica coronata)
- Магнолиевый лесной певун (Dendroica magnolia)
- Мичиганский лесной певун, Древесница Киртланда (Dendroica kirtlandii)
- Пальмовый лесной певун (Dendroica palmarum)
- Голубой лесной певун (Dendroica cerulea)
- Прерийный лесной певун (Dendroica discolor)
- Пёстрый лесной певун (Dendroica pharetra)
- Тигровый лесной певун (Dendroica tigrina)
- Пугливый лесной певун (Dendroica townsendi)
- Траурный лесной певун (Dendroica nigrescens)
- Желтоголовый лесной певун (Dendroica occidentalis)